# جی آی تیلور
 جی آی تیلور (انگلیسی: G. I. Taylor؛ زاده ۷ مارس ۱۸۸۶ درگذشته ۲۷ ژوئن ۱۹۷۵) یک فیزیک‌دان در زمینه دینامیک شاره‌ها، و موج و ریاضیدان اهل انگلستان بود.
وی همچنین برنده جوایزی همچون مدال کاپلی شده است.